# Обща външна политика и политика на сигурност
Общата външна политика и политика на сигурност (ОВППС) е външната политика на Европейския съюз. Взимането на решения по отношение на ОВППС изисква единодушието на държавите членки на ЕС.Те действат заедно, защото по този начин действията им придобиват по-голяма тежест, отколкото когато представляват самостоятелно провеждани политики. Председател и представител на ОВППС е върховният представител на Европейския съюз по въпросите на външните работи и политиката на сигурност, понастоящем Федерика Могерини.
Държавите членки са обвързани с клауза за лоялност към ЕС. Те трябва:
- активно и безрезервно да подкрепят ОВППС;
- да се въздържат от всяко действие, което противоречи на интересите на Съюза или може да накърни неговата ефикасност в международните отношения;
- да работят заедно за развитието на взаимна политическа солидарност.

## История
Основата на европейската външна политика се полага през 1969 г. с Доклада „Davignon-Bericht“, който представлява първата стъпка по пътя към Европейско политическо сътрудничество.
По-късно чрез Договора за Европейския съюз се разработва концепцията за ОВППС, която се променя и доразвива чрез договорите от Амстердам и Ница. С преименуването на Европейското политическо сътрудничество (ЕПС) в Обща външна политика и политика на сигурност (ОВППС) в Договора от Маастрихт (1992 г.) се означава една уникална в света система за сътрудничество на държавите членки на ЕС по въпросите на Международната политика. ОВППС наред с Европейската общност (ЕО) може да се посочи като втори стълб на Европейския съюз.

## Същност
Общата външна политика и политиката за сигурност на Европейския съюз (ОВППС) не е подплатена със законови инструменти (директиви, регламенти). Тя се характеризира със съвместни действия, общи позиции, становища и декларации, както и заключения на Европейския съвет и на Съвета.
Принципите и насоките на политиките на ЕС, включително на ОВППС, се определят от Европейския съвет.

### Цели
Ролята на външната политика и политиката на сигурност на Европейския съюз се налага в няколко аспекта:
- опазване на общите ценности, основните интереси, независимостта и целостта на Съюза в съответствие с принципите, залегнали в Устава на Обединените нации;
- опазване и укрепване на международния мир и сигурност;
- насърчаване на международното сътрудничество;
- развитие и укрепване на демокрацията;
- зачитане на правата на човека и на основните свободи
- засилване на способността на ЕС да действа извън пределите си за предотвратяване на конфликти и управление на кризи чрез развиване на граждански и военен капацитет.

Съюзът играе водеща роля на международната сцена в борбата срещу незаконното натрупване и трафика на малки оръжия и леко въоръжение.

### Подготовка за членство
Поради специфичната природа на достиженията на правото на ЕС в тази глава не се изисква транспониране в националния правов ред на страните-кандидатки. Независимо от това, като държави членки те трябва да се ангажират с предоставянето на активна и безусловна подкрепа за прилагане на общата външна политика и политиката за сигурност в духа на лоялността и взаимната солидарност.
Държавите членки трябва да гарантират, че техните национални политики съответстват на общите позиции и защитават тези общи позиции на международните форуми.

### Дипломация и партньорство
Централно място в общата външна политика и политика за сигурност на Европейския съюз заема дипломацията. Нейната задача е да предотвратява възникването на конфликти между държавите членки и да работи за международното разбирателство.
Европейският съюз е най-голямата икономическа сила в световен мащаб и една от най-големите в търговско и финансово отношение. В хода на неудържимата европейска интеграция значимостта му постоянно нараства поради необходимостта от колективно взимане на решения по въпроси, тясно свързани с външната политика на страните-членки. Във всеки един момент решенията трябва да отговарят на всеобщите взаимни интереси и да носят позитиви за всички.
Европейският съюз провежда редовни срещи на върха със САЩ, Япония, Канада, Русия, Индия и Китай, на които се взимат решения, свързани с въпросите относно образование, околна среда, сигурност и отбрана, престъпност и човешки права.

### Мироопазващи мисии
Тъй като Съюзът играе мироопазваща роля, той финансира редица мисии и проекти с цел борба срещу тероризма, предотвратяване на кризи и спазване на закона. При нужда предоставя и хуманитарна помощ на пострадалите. Такива мисии са проведени:
През последното десетилетие Европейският съюз е започнал 23 цивилни мисии и военни операции на 3 континента. Ето и примери за неговата намеса:
- стабилизиране на мира след цунамито в Ачех през 2004 г.;
- защита на бежанци в Чад;
- борба с пиратството във водите край Сомалия и Африканския рог през периода 2008-2010 г.;
- разрешаването на конфликта между Русия и Грузия през август 2008 г.;
- стабилизиране на положението в Косово през декември 2008 г. след обявяването на независимостта му от Сърбия.

### Средствата за намеса
Европейският съюз не разполага със собствена постоянна армия, а разчита на формираните за конкретни случаи от страните-членки военни части за:
- съвместни операции по разоръжаване;
- хуманитарни и евакуационни мисии;
- мисии за военни съвети и помощ;
- мисии за предотвратяване на конфликти и поддържане на мира;
- мисии на военни сили за управление на кризи (включително умиротворителни мисии и стабилизиращи операции след края на конфликти).

Всички тези мисии могат да се подпомагат и от трети страни в случай, че конфликтът е на тяхна територия или засяга националните им интереси.

## Процес по взимане на решения
Окончателните решения в Европейския съюз се вземат от Европейския съвет, в който участват държавните и правителствените ръководители на 27-те страни от Съюза. Съветът заседава четири пъти годишно, като определя принципите и общите насоки на политиката. Решенията трябва да се вземат единодушно.
В стремежа да се преодолеят ограниченията, произтичащи от това правило, като мярка за по-голяма гъвкавост, с Договора от Амстердам (2007 г.) се въвежда инструментът на конструктивното въздържане. Ако някоя от държавите членки се въздържи от гласуване, тя не е задължена да изпълни това решение, но го приема като обвързващо за Общността.
Решението за разполагане на военни части се взима от Съвета на министрите на съответната страна в рамките на Съвета на Европейския съюз.

## Изпълнение
За изпълнението е отговорно Председателството. То се подпомага от Генералния секретар на Съвета, който изпълнява функцията на Върховен представител на Европейския съюз по въпросите на външните работи и политиката на сигурност – позиция, създадена от Европейския съвет през декември 1999 г.
Ролята на върховния представител е да внесе повече последователност във външната политика на ЕС. В съответствие с това тя председателства месечните заседания на Съвета по външни въпроси, в който участват министрите на външните работи на 27-те страни членки. Върховният представител присъства на Европейския съвет и докладва по външнополитическите въпроси.
В подкрепа на дейността на Върховния представител по изпълнение на общата външна политика и политика на сигурност в сътрудничество с дипломатическите служби на държавите членки се предвижда създаването на нова Европейска служба за външна дейност, съставена от служители на Комисията, Съвета и държавите членки.

## Финансиране
Както оперативните, така и административните разходи се осигуряват от бюджета на Европейските общности.

## Санкции
Европейския съюз често налага санкции (ограничителни мерки) или самостоятелно, или в изпълнение на задължителни резолюции на Съвета за сигурност на Организацията на обединените нации (СС на ООН).
За да оказва влияние върху политики, нарушаващи международното право или човешките права, както и върху политики, неспазващи върховенството на закона или демократичните принципи, Европейският съюз е предвидил дипломатически или икономически санкции.
Ограничителните мерки, налагани от ЕС, могат да бъдат насочени към правителства на трети страни или към недържавни образувания и физически лица (като терористични групировки и терористи). Те могат да включват: оръжейно ембарго, други конкретни или общи търговски ограничения (забрани за внос и износ), финансови ограничения, ограничения за достъп (визи или забрани за пътуване) или други подходящи мерки.